# Jean-Marie Papapietro
 (novembre 2014).
Jean-Marie Papapietro, né en 1939 est professeur et metteur en scène. D'origine française, il vit à Montréal où il dirige le Théâtre de Fortune. 

## Biographie
Né à Alger en 1939, Jean-Marie Papapietro termine ses études préuniversitaires dans la classe de Khâgne du lycée Bugeaud fréquentée par Albert Camus à la fin des années 1920.
Après des études à la Sorbonne en littérature française, littérature comparée, histoire de l’art et littérature allemande, il passe son Diplôme d’études supérieures, sous la direction d’Étienne Souriau:  Botticelli ou la mise en scène du désespoir .
Parallèlement à sa carrière de professeur de lettres, il se consacre à la mise en scène et à l’animation d’ateliers de théâtre à Meaux, puis à Paris. Il collabore aussi régulièrement avec le Microthéâtre dirigé par son frère Philippe, à Foligno, en Ombrie.
Installé définitivement à Montréal au début des années 1990, il y fonde, peu après, le Théâtre de Fortune tout en continuant à enseigner au Collège Édouard-Montpetit et occasionnellement au département de théâtre de l’université d’Ottawa (séminaire de maîtrise sur Jean-Luc Lagarce).
Selon Brigitte Haentjens, directrice du Théâtre français au Centre national des arts d’Ottawa]: « Dans le paysage du théâtre québécois, Jean-Marie Papapietro est une figure singulière. Voir une de ses mises en scène, c’est aller plus loin que les frontières des apparences et savoir accueillir la parole et la vibration intime des êtres. »

## Traductions
- Les Souffleurs de Dino Buzzati (1983)
- L'Esprit de la mort de Rosso di San Secondo (prix Théâtre italien contemporain, 1985)

## Collaborations
Avec le Microthéâtre :
- Tendenza al silenzio (Festival de Perugia, 1980)
- Scacco al re (San Eraclio, 1990)
- The Battle of Avignon (Festival Off d’Avignon, 1991)

Avec la compagnie des Goliards de Longueuil dirigée par Jean-Claude Brès :
- Six personnages en quête d'auteur de Luigi Pirandello (1997)
- Le Bourgeois gentilhomme d'après Molière (1999)
- Le Songe d'une nuit d'été de Shakespeare (2001)

## Principales productions
- Victor ou les Enfants au pouvoir de Roger Vitrac (1972)
- Yvonne, princesse de Bourgogne de Witold Gombrowicz (1973 et 1993)
- Dans le petit manoir de Stanisław Ignacy Witkiewicz (1974)
- La Pieuvre de Stanisław Ignacy Witkiewicz (1975)
- Les Acteurs de bonne foi de Marivaux (1976)
- Les Boulingrin de Georges Courteline (1981)
- L'Histoire d’après Witold Gombrowicz (1982)
- Insomnie d’après J. Grenier (1983)
- Voix sans voie d’après Dino Buzzati (1983)
- La Derelitta d’après Paulina 1880 de Pierre-Jean Jouve (1986)
- Électre de Sophocle (1994)
- L'Île des esclaves de Marivaux (1995)
- La Cantatrice chauve et Parlons français d'Eugène Ionesco (1996)
- Catastrophes de Samuel Beckett (2000)
- L'Amante anglaise de Marguerite Duras (2001)
- Match de Thomas Bernhard (2002)
- Abel et Bela de R. Pinget (2002)
- La Promenade de R. Walser (2004)
- Quelques conseils utiles aux élèves huissiers de L. Salvayre (2005)
- Le Château de Franz Kafka (2006)
- Tristano meurt, d'après A. Tabucchi (2006)
- Histoire de Marie de G. Brassaï (2006 et 2008)
- Comédie, Berceuse et Catastrophe de Samuel Beckett (2008)
- Théo ou le Temps neuf de R. Pinget (2009)
- Premier Amour de Samuel Beckett (2010 et 2012)
- Céline vivant (2011)
- Et c’est ainsi qu’Allah est grand ! d'Alexandre Vialatte (2012)
- L'Énigme Camus, une passion algérienne de Jean-Marie Papapietro (2014). Le texte de la pièce accompagné de nombreux documents a été publié en 2016 aux éditions de la Pleine Lune à Montréal.
- Etty Hillesum, voix dans la nuit, adaptation théâtrale en trois mouvements du Journal et de la correspondance d'Etty Hillesum (Éditions de la Pleine Lune, Montréal, 2022)